# Fajwel Fryd
Fajwel Fryd (ur. 9 listopada 1886 w Chełmie, zm. 7 grudnia 1972 w Lublinie) – polski dziennikarz, tłumacz, leksykograf i bibliofil pochodzenia żydowskiego.

## Życiorys
Pochodził z ortodoksyjnej rodziny żydowskiej. Był synem Calela Fryda i Pesli z d. Binsztok. Odebrał tradycyjne wykształcenie w chederze i jesziwie. W wieku 18 lat zaczął studiować świecką literaturę. W 1905 roku został aresztowany za udział w wystąpieniach rewolucyjnych, przez trzy lata przebywał w więzieniu na lubelskim zamku, następnie został zesłany na Syberię.
Po I wojnie światowej powrócił do Chełma. Utrzymywał się z udzielania prywatnych lekcji języka rosyjskiego. Wstąpił następnie do Poalej Syjon – Lewicy. Pracował jako redaktor i autor gazet „Chelemer Folksblat” (tygodnik fołkistów) oraz „Chelemer Sztyme” (tygodnik syjonistyczny). „Chelemer Sztyme” połączył się wkrótce później z włodawskim tygodnikiem „Undzer Sztyme”, Fryd został redaktorem naczelnym połączonej gazety. Pracował również jako nauczyciel w żydowskiej szkole powszechnej.
Jego żoną była lekarka Lea Fridman, mieli córkę, Minę, studentkę polonistyki na Uniwersytecie Jana Kazimierza. Kolekcjonował książki, gromadząc około 10 tysięcy tomów. Brał również udział w chełmskim życiu kulturalnym, angażując się m.in. w działalność oświatową. Był założycielem biblioteki im. B. Borochowa, w której pracował także jako bibliotekarzem. Był również tłumacze, przełożył na jidysz dzieła Emila Ludwiga, Uptona Sinclaira oraz Michaiła Zoszczenki. Przetłumaczył także na jidysz autobiografię Isadory Duncan.
Podczas II wojny światowej przebywał w Związku Radzieckim. Jego żona i córka zginęły w nieznanych okolicznościach podczas Zagłady Żydów. Po wojnie zamieszkał w Lublinie, gdzie podjął pracę jako nauczyciel jidysz i historii Żydów w Szkole Powszechnej przy Wojewódzkim Komitecie Żydów Polskich, przekształconej następnie na Szkołę Ogólnokształcącą Stopnia Podstawowego Centralnego Komitetu Żydów w Polsce. Zajmował się kolekcjonowaniem książek, utrzymywał również kontakt z żydowskimi literatami, m.in. z Melechem Rawiczem. Współpracował z wydawnictwem Idisz Buch, dla którego opracował zbiór opowieści Di chachomim fun Chelem, redagował także słowniczki wyrażeń hebrajskich do edycji dzieł Icchoka Lejba Pereca, Szolema Alejchema i Abrahama Rajzena.
Został pochowany na nowym cmentarzu żydowskim w Lublinie. Po jego śmierci część księgozbioru została zakupiona przez Bibliotekę Główną Uniwersytetu Marii Curie-Skłodowskiej.